# E60
La ruta europea E60 és una carretera que forma part de la Xarxa de carreteres europees. Comença a Brest (França) i finalitza a Irkeshtam (Kirguizstan). Té una longitud aproximada de 6590 km. Té una orientació d'est a oest i passa per França, Suïssa, Àustria, Alemanya, Hongria, Romania, Geòrgia, l'Azerbaidjan, Turkmenistan, Uzbekistan, Tadjikistan i Kirguizstan.

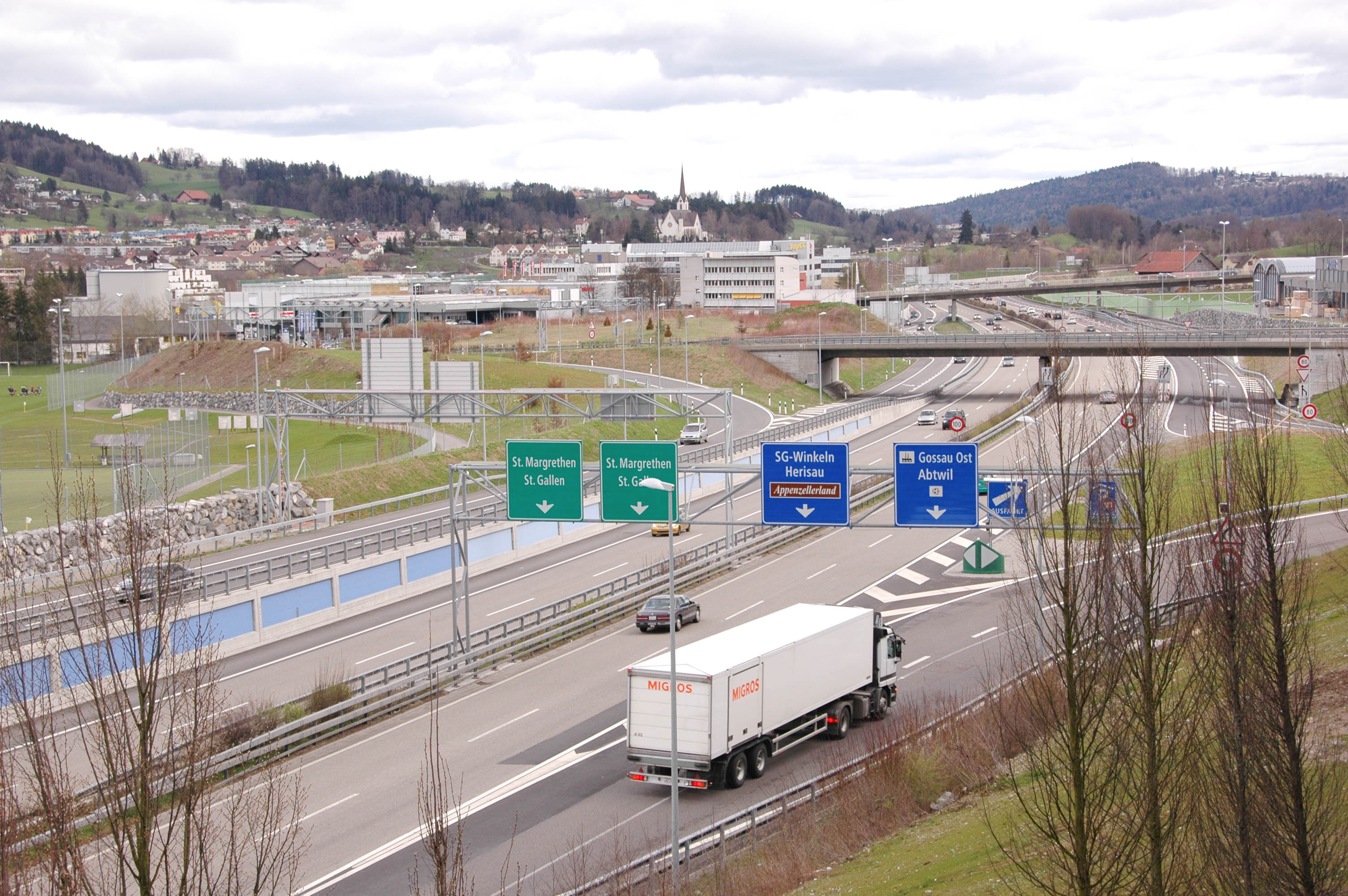
La ruta E60 Saint-Gall (Suïssa).